# Conte di Woolton
Conte di Woolton è un titolo nobiliare inglese nella Parìa del Regno Unito.

## Storia
Il titolo venne creato nel 1955 per l'uomo d'affari e politico conservatore Frederick Marquis, I visconte Woolton. Questi era già stato creato Barone Woolton di Liverpool nella contea di Lancaster nel 1939, Visconte Woolton di Liverpool nella contea di Lancaster nel 1953, e venne creato anche Visconte Walberton di Walberton nella contea del Sussex con la ricezione della contea. I titoli vennero tutti riconosciuti nella Parìa del Regno Unito. Attualmente i titoli sono passati a suo nipote, succeduto al padre nel 1969.
La sede di famiglia è Auchnacree House, presso Forfar, Angus.

## Conti di Woolton (1956)
- Frederick James Marquis, I conte di Woolton (1883–1964)
- Roger David Marquis, II conte di Woolton (1922–1969)
- Simon Frederick Marquis, III conte di Woolton (n. 1958)

Non vi sono attualmente eredi al titolo.